# ヴィルモワザン
ヴィルモワザン （Villemoisan）は、フランス、メーヌ＝エ＝ロワール県の旧コミューン。2016年12月15日、合併によりコミューン・ヌーヴェル（fr）のヴァル・デルドル＝オクサンスとなった。

## 地理

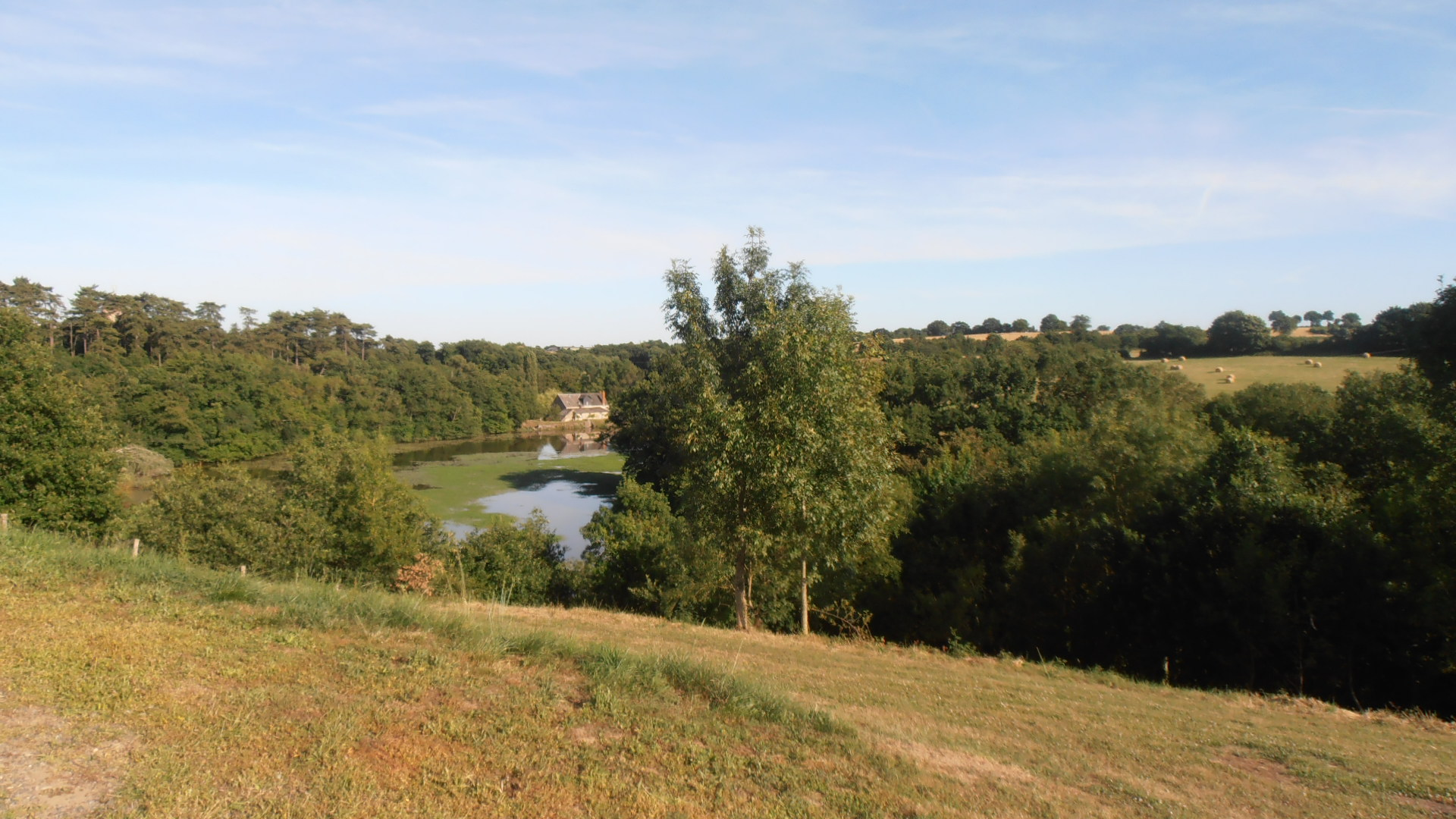
シャントセ方面にある、ヴィルモワザンの農村

スグレン地方にあるアンジューのコミューンで、サン＝シジスモンの北東に位置する。
コミューンはスグレン地方の台地と湿地の風景の中にある。3つの河川が隣接するコミューンとの境界近くを流れている。南へは、オクサンス川がシャントセ＝シュル＝ロワールとサン＝シジスモンとの境界を流れる。東では、ロム川がサントギュスタン・デ・ボワとの境界を流れる。北では、ヴェルヌ川がルルー・ベコネとベコン・レ・グラニとの境界を流れる。

## 由来
フランス革命時代、名をモン・ド・レタン（Mont-de-l'Étang）と変えられていた。

## 歴史
コミューンとしてのヴィルモワザンは1790年に創設された。そのとき、11世紀以来続いていた行政単位や教区が置き換えられたのである。ポントロンの土地を除かれてルルーの町は恩恵を失い、境界は変更されなかった。

## 人口統計
| 1962年 | 1968年 | 1975年 | 1982年 | 1990年 | 1999年 | 2008年 | 2013年 |
| ------ | ------ | ------ | ------ | ------ | ------ | ------ | ------ |
| 514    | 520    | 500    | 464    | 476    | 495    | 598    | 636    |

参照元:1962年から1999年まで人口の2倍カウントなし。1999年までEHESS/Cassini、2004年以降INSEE

## 史跡
- ポンピオのドルメン - 1949年発見。19の岩で構成されているが、そのうち14個が灰茶色の砂岩である。
- コマンドリー - 1150年代におそらく築かれ、アンジェのサン・ローにいたテンプル騎士団が定住していた。12世紀の宗教の発展の証人である。
- 小修道院 - 1121年、フジュレの地に創設された。